# The Fool
The Fool (укр. «Дурень») — дебютний студійний альбом американського альтернативного рок-гурту Warpaint, випущений 25 жовтня 2010 року на лейблі Rough Trade Records. Альбом був записаний у двох студіях — Curves Studio та The Boat Studio — у рідному для гурту Лос-Анджелесі, Каліфорнія, протягом 2010 року.

## Список композицій
Автор музики і слів Warpaint. 
| #     | Назва                   | Тривалість |
| ----- | ----------------------- | ---------- |
| 1.    | «Set Your Arms Down»    | 5:01       |
| 2.    | «Warpaint»              | 5:51       |
| 3.    | «Undertow»              | 5:53       |
| 4.    | «Bees»                  | 4:22       |
| 5.    | «Shadows»               | 4:04       |
| 6.    | «Composure»             | 4:55       |
| 7.    | «Baby»                  | 5:00       |
| 8.    | «Majesty»               | 6:32       |
| 9.    | «Lissie's Heart Murmur» | 5:11       |
| 46:49 |                         |            |

## Персоналії
Warpaint
- Емілі Кокал – вокал (1–3, 6, 7, 9), бек-вокал, гітара
- Дженні Лі Ліндберг – бас, бек-вокал
- Стелла Мозгава – барабани, клавішні, гітара (1)
- Тереза Вейман – вокал (3–5, 8), бек-вокал, гітара, клавішні (9), барабани (1)

Студія
- Том Біллер – продюсер, запис, зведення (5)
- Сонні ДіПеррі – асистент звукоінженера
- Шелдон Гомберг – асистент зведення (1, 2, 4, 6, 8, 9)
- Адам Семюелс – зведення (1, 2, 4, 6, 8, 9)
- Ніна Волш – звукоінженер
- Ендрю Везерол – зведення (3, 7)

Дизайн
- Мія Кірбі – фотограф
- Такаюкі Окада – фотограф
- П'єр Зіглер – обкладинка